# 後弓反張
後弓反張 (こうきゅうはんちょう) とは、背中の筋緊張により身体が弓状に反り返る症状。
しばしばバックアーチ、弓なり緊張、反り返りとも呼ばれる。
なお、人だけでなく犬や猫も症状が現れることがある。

## 予防
後弓反張は、健康診断や生活習慣の見直しによって予防できる。

## 検査
後弓反張の検査としては、目視や身体検査などである。

## 治療
後弓反張は、なるべく早めに病院で治療することが望ましい。

## 原因
後弓反張の原因は、以下の通りとされている。
- 脳腫瘍
- 奇形症候群
- 脳性まひ
- ゴーシェ病
- 成長ホルモン欠乏症
- グルタル酸尿症および有機アシドーシス
- クラッベ病
- メープルシロップ尿症
- 痙攣
- 電解質異常
- 外傷性脳損傷
- ATR-X症候群
- 脳出血
- 破傷風
- 一部の筋弛緩薬による副作用
- 急性ジストニア反応

## 破傷風
破傷風になるとオンセットタイム後、後弓反張になりやすい。
特に破傷風による後弓反張は幼い子供が多い。